# Саласпилсская Римско-католическая церковь Богородицы Царицы Святого Розария
Саласпилсская Римско-католическая церковь Богородицы Царицы Святого Розария  (латыш. Salaspils Dievmātes Rožukroņa karalienes Romas katoļu baznīca) — католическая церковь в Саласпилсе.

## История
С первой половины XVII века Церковь Святого Георгия переходит в собственность Латвийской евангелическо-лютеранской церкви вплоть до начала XX века. В Саласпилсе не было своего католического прихода. В 1991 году жительница Саласпилса Фелиция Римша обратилась в Саласпилсскую городскую думу с просьбой разрешить ей раз в месяц проводить церковную службу в помещении городской думы. Саласпилсская городская дума дала разрешение, и в августе 1991 года была основана Саласпилсская римско-католическая церковь.  
15 декабря 1991 года первое богослужение совершает приходской священник Янис Вайводс, в нем принимают участие около 200 человек. В июне 1995 года объявляется конкурс на проектирование церкви, а в октябре было объявлено решение архиепископа Яниса Пуятса о присвоении покровительства над приходом Пресвятой Деве Марии Розария.
10 ноября 1996 года при поддержке самоуправления Саласпилса и Фонда Бонифация (Германия) церковь была построена и освящена.